# Операційна кімната

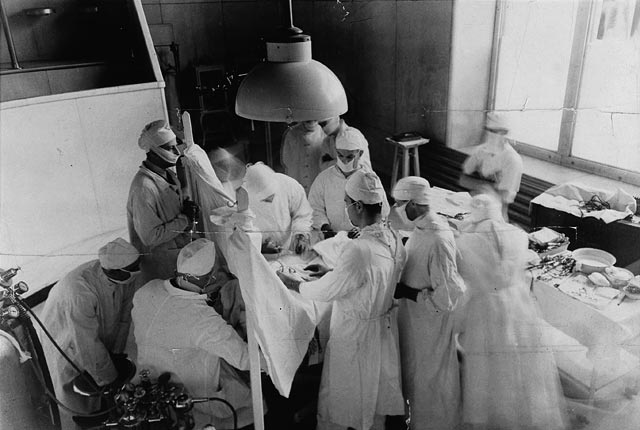
Операційна зала під час операції 1933, Канада.

Операційна кімната (операційна зала) — спеціально обладнане та особливо розташоване (у будівлі) приміщення в медичному закладі (клініка, лікарня та інш.) де безпосередньо операційні бригади виконують хірургічні операції. У практичній медицині охорони здоров'я, також називають її спрощено — операційна.

## Вимоги

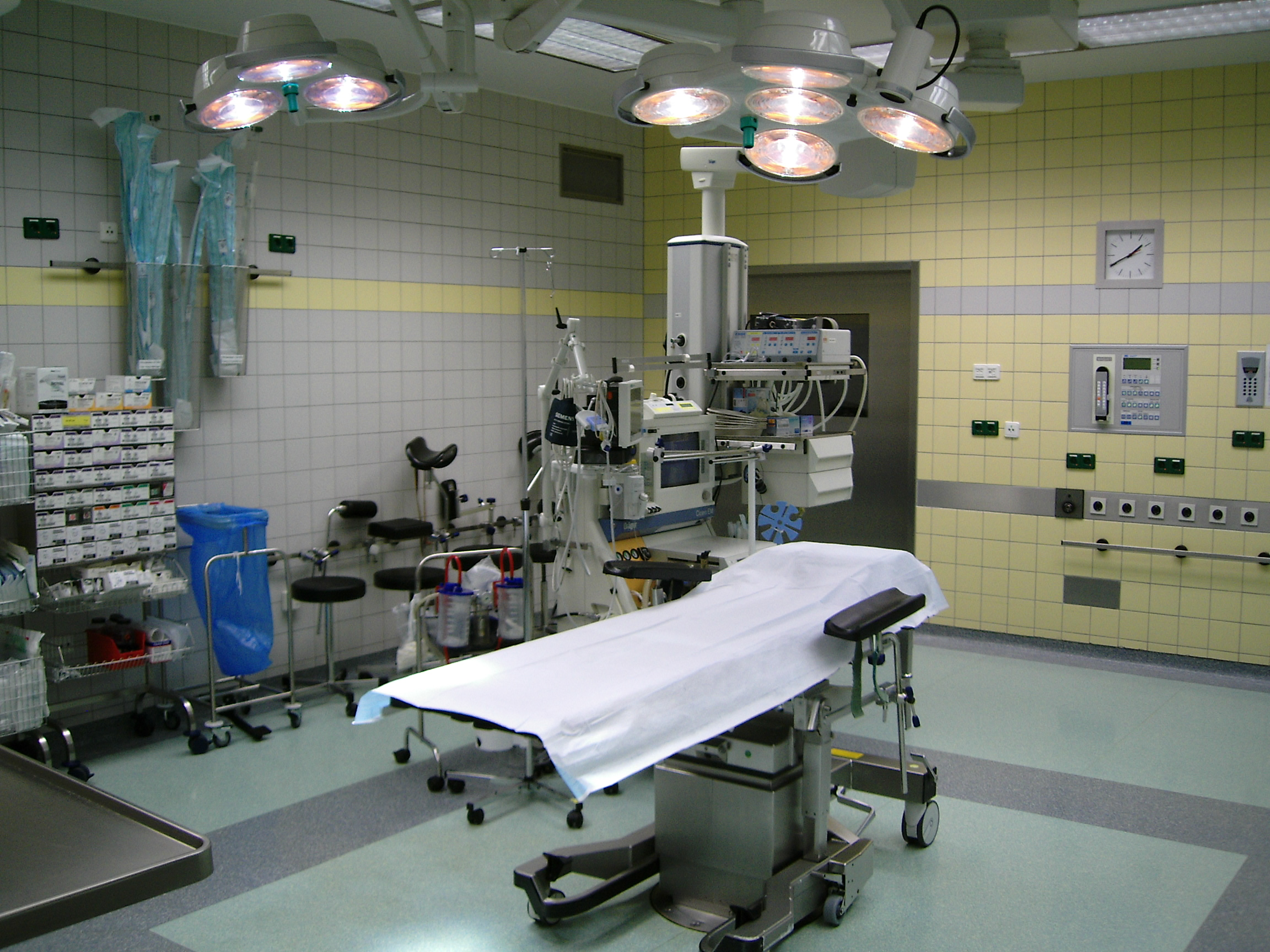
Сучасна операційна зала.

Операційна кімната є невід'ємною складовою операційного блоку.
В операційній залі серед багатьох вимог, мають бути високі стелі(не менше 3,5 м), площа кімнати на один операційний стіл не менше 20 м², стіни до стелі та підлога покриті вологостійкими фарбами чи будівельними матеріалами, великі вікна орієнтовані на північ чи північний схід з малою глибиною закладання приміщення. Обов'язкове достатнє штучне освітлення та бактерицидні лампи.

### Устаткування
Серед устаткування стаціонарний (фіксований) операційний стіл над яким підвішена рухома хірургічна безтіньова лампа (розташовані, найчастіше, в центрі приміщення), інші столи (інструментальні, малий операційний, великий операційний, «анестезіологічний»), хірургічний інструментарій, апарати для ШВЛ, наркозні апарати, додаткові та автономні лампи освітлення, бактерицидні лампи, підставки для тазів, біксів та мішків (для використаного матеріалу), підставки для ніг, металічні стільці, апарат для електродіатермокоагуляції або електрозварювання, електровідсмоктувач рідин, пристрої для організації вливання рідин (штативи, стійки, інфузомати) та інш.